# TonbergUrtod
TonbergUrtod ist das sechste Album der deutschen Metal-Band Totenmond und erschien 2005 über Massacre Records.

## Entstehung
Das Album wurde 2005 knapp ein Jahr nach der Veröffentlichung des Vorgängerwerkes „Unter Knochen“ im „House of Music“-Studio in Winterbach zusammen mit Achim Köhler und dessen Assistenten Daniel Langer aufgenommen. Über den Entstehungsprozess und Unterschiede zum Vorgänger sagt Sänger und Gitarrist Pazzer in einem Interview, dass die Unterschiede zwischen beiden Werken im Klang lägen, weil die Band mehr Zeit im Studio gehabt habe. Außerdem habe die Band keine Fortsetzung zum „Unter Knochen“-Album gewollt, weil sich bisher alle Alben der Band unterschiedlich angehört hätten. Weiterhin sollen alle Lieder durch Ausarbeitung im Proberaum entstanden sein, wobei zuerst die Musik und dann die Texte entstanden seien, lediglich das Lied „Angstbeisser“ habe eine Ausnahme dargestellt. In einem anderen Interview sagte Pazzer, er habe „von Anfang an den Vorsatz [gehabt], uns nicht zu wiederholen. […] In erster Linie möchte ich unbequem und kantig sein.“
Veröffentlichungsdatum des Albums war der 27. Juni 2005. Es erschien ausschließlich auf CD als Jewelcase- und Digipack-Ausgabe.
Das Cover zeigt eine braun gehaltene Zeichnung von Soldaten mit Pickelhauben, die sich gerade im Gefecht befinden, in der ersten Reihe ist ein Soldat dabei zu Boden zu fallen. Inmitten der Soldaten schwebt eine Trikolore, die der französischen ähnlich sieht. Im Booklet finden sich nur zwei Bilder mit einem Skelett abgedruckt. Wie schon auf dem Vorgänger ist auch ein „Gegen Nazis!“-Logo auf der CD-Hülle abgedruckt.
Grüße gehen an Punk-Bands wie Fliehende Stürme oder Dritte Wahl. Unter dem Motto „Kein Dank geht an“ nennt Pazzer die „Metal-Szene“, die er als „Scheuklappenrevoluzzer“ bezeichnet, ebenso wird der im selben Jahr verstorbene Papst Johannes Paul II. genannt, in Klammern ist dabei der Satz „dass es so lange gedauert hat“ geschrieben. Auch Pazzers Bandkollege Senf macht eine ähnlich Äußerung, indem er „…freuet euch, mir ist ein Papst gestorben“ ins Booklet schreiben ließ.
In Bezug auf die Ablehnung gegenüber der Metalszene wurde Pazzer in einem Interview konkreter. Er nannte die Szene „trend-verkrustet“ und führte aus, „dass gerade im Metalbereich alle ziemlich spießig [seien] und angestrengt auf Mode oder Trends achten.“

## Titelliste
1. Wurmerbarmend – 3:37
2. Heroin – 2:40
3. Angstbeisser – 5:15
4. Blutost – 2:58
5. Samenroh – wird kein Leben – 4:24
6. Heidenfeuer – 5:19
7. Deine Leiche – 7:27
8. Im schwarzen Kreis – 3:07
9. Das ewige Bluten – Faustrecht – 4:35
10. TonbergUrtod – Kastration – 3:30

## Stil und Inhalt
Wie die Veröffentlichungen vor TonbergUrtod lässt sich das Album nicht in ein klar abgegrenztes Genre einordnen, so bemerkte David Gregori von der Webseite metal.de, „Kategorisierungsfetischisten [würden] wie immer verzweifeln“ und das Album vereinige klanglich „Thrash, Hardcore, Punk, Death Metal und sogar seltene Schwarzwurzelgewächse.“ Andere Autoren betonen die Einflüsse aus dem Thrash- und Doom-Bereich stärker, welche „die beiden Schwerpunkte ihres Sounds“ ausmachten, die jedoch in den einzelnen Liedern unterschiedlich stark und „deutlicher als noch zuvor [ge]trenn[t]“ sind, sodass „Wurmerbarmend“ oder „Im schwarzen Kreis“ mehr nach Thrash klingen, während „Angstbeisser“ oder „Heidenfeuer“ eher Doom-lastig klingen. Moritz Krüger von metal1.info zufolge „mischt sich aber auch das ein oder andere Death-Metal-Element“ in den Stil der Band.
Die in Zeitschriften abgedruckte Werbung von Seiten der Plattenfirma nannte Totenmond „Deutschlands beste Metal-Core Band“. In einem Interview mit dem Webzine Powermetal.de antwortete Pazzer auf die Frage, was er von der Einordnung der Band in dieser Genrebezeichnung halte:

„Erstens kommt das von der Plattenfirma oder von Leuten die mit uns nichts anfangen können, auch wenn sie das komischerweise immer behaupten und zweitens interessieren mich diese Schubladen einen Dreck. Ich frage mich dann nur: Was ist eigentlich Metalcore? Punk mit Metal oder umgekehrt? Waren dann Carnivore, S.O.D. oder D.R.I. auch schon Metalcore, oder was? Ist das eine Bewegung, die sich erst in den letzten Jahren gebildet hat? Ich kenne mich da nicht aus.“

In einem anderen Interview befand Pazzer, ein derartiger Vorgang wie die Nennung des Genrebegriffes „Metalcore“ in der Bandinfo der Plattenfirma sei „Zeugs, mit dem wir nix anfangen können. Das kommt ausschließlich von denen, die dieses »Produkt« Totenmond verkaufen möchten.“ Ferner möge er es nicht, „mit Bands in einen Topf gesteckt zu werden, die ich geschmacklich bedeutungslos finde.“
Über die Texte sagte Pazzer, dass das Album „[…] die dunkelste Seite eines Menschen“ widerspiegele. Interpretationen einzelner Texte zufolge handelt „Heroin“ von Drogen, während „TonbergUrtod – Kastrazion“ sowie „Blutost“ den Holocaust und das Dritte Reich thematisieren. Pazzer selber kommentierte scherzhaft, „Blutost“ handele von der „Russenmafia“ und „Heidenfeuer“ von seiner Pfadfinderzeit, nannte es aber gleich darauf für ihn ein Tabu, über seine Texte zu sprechen. Es sei ihm egal und interessiere ihn nicht mehr, „was die Leute in Bezug auf ihre Bedeutung mit meinen Texten anstellen.“

## Rezeption
Grundsätzlich wurde das Album von den meisten Kritikern äußerst positiv bewertet, es gab jedoch auch vereinzelte Ausnahmen, die das Album als „laut, dreckig, gut produziert und furchtbar langweilig“ bezeichneten, da die „angeblich provokanten Texten […] heutzutage auch keinen Protestler mehr hinter dem Ofen [her]vor [holen]“ und es immer noch keine Melodien gebe.
Ins Gesamtschaffen der Band wurde das Album teilweise dahingehend eingeordnet, dass es das experimenteller konzipierte Vorgängeralbum „Unter Knochen“ übertreffe und wieder an vorige Leistungen anknüpfe:

„Das letzte Totenmond-Werk ‚Unter Knochen‘ war zwar in Ordnung, aber gemessen an grandiosen Vorgängern wie z.B. ‚Reich in Rost‘ nur noch ein raues, rumpeliges und uninspiriertes Lüftchen. ‚TonbergUrtod‘ zeigt das Backnanger Eitergeschwür endlich wieder von seiner häßlichsten und von den Fans so geliebten, unglaublich kompromisslosen Seite.“

„Im Gegensatz zum zwar guten, aber insgesamt zu sperrig und ‚Nerven aufreibend‘ ausgefallenen Vorgängeralbum ‚Unter Knochen‘ klingt ‚TonbergUrtod‘ leichter zugänglich und mehr wie aus einem Guss.“

Michael Monz führte in seiner Rezension im Metal Observer an, die Band sei sich in Bezug auf Gitarrenriffs, Schlagzeugfiguren und Texte vielschichtiger und kreativer geworden, sah aber gegenüber früheren Alben Defizite in der atmosphärischen Gestaltung der Lieder:

„Einzig vermisse ich persönlich etwas das Düstere ihrer Musik, jenes leicht befremdliche Gefühl, das besonders durch ‚Lichtbringer‘ und ‚Reich in Rost‘ so vorherrschend verursacht wurde. ‚TonbergUrtod‘ rutscht etwas glatter runter, […] bietet aber weniger rauhe Kanten oder häßliche Seiten, als man sich vielleicht erhofft hätte.“

Kalle Stille hob im Magazin Ox die Intensität des Werkes hervor:

„‚TonbergUrtod‘ ist noch eine Spur derber als der Vorgänger, gefüllt mit leisen Zwischentönen, die das Werk an den Stellen noch dichter machen, wo es ohnehin kaum Luft zum Atmen gab. Hier regiert das allmächtige Riff, nicht die Melodie oder filigranes Handwerk an den Saiten. Die ganze Bandbreite wird abgefackelt, vom zähen Dampfwalzensound bis hin zu echten Smashern, die jeden Pit zum Kochen bringen. […] Musik wie ein Zehnkilohammer, der dir die Schädeldecke neu formt. Für so einen Sound wurden Gitarrenverstärker und Verzerrer überhaupt erst gebaut!“